# Riama vespertina
Espèce
Synonymes
- Proctoporus vespertina Kizirian, 1996

Riama vespertina est une espèce de sauriens de la famille des Gymnophthalmidae.

## Répartition
Cette espèce est endémique de la province de Loja en Équateur. 

## Publication originale
- Kizirian, 1996 : A review of Ecuadorian Proctoporus (Squamata: Gymnophthalmidae) with descriptions of nine new species. Herpetological Monographs, vol. 10, p. 85-155.